# 쿠조 (영화)
《쿠조》(영어: Cujo)는 미국에서 제작된 루이스 티그 감독의 1983년 공포 스릴러 영화이다. 디 월리스 등이 출연하였고, 로버트 싱어 등이 제작에 참여하였다.
개봉 당시엔 엇갈린 평을 받았으나 이후 컬트 지지층이 형성되었다.

## 줄거리
자동차 정비공 조가 기르는 온순한 세인트 버나드 쿠조가 박쥐에게 물려 광견병에 걸린다. 살인견이 된 쿠조는 차 문제로 조를 찾아온 도나와 태드 모자도 공격한다. 도나는 태드와 함께 포드 핀토 안에 갇혀 탈수와 열사병으로 사망할 위기에 이른다.
한편 도나가 고등학교 시절 남자친구와 불륜을 저지른 이후 불신이 가시지 않은 남편 빅은 도나가 전화를 받지 않자 출장에서 일찍 돌아온다. 분투하던 도나는 몸에 부러진 야구 방망이가 박히고도 덤벼들던 쿠조를 결국 총으로 쏴서 쓰러트리고 빅과 재회한다.

## 출연
- 디 월리스 - 도나 트렌턴 역
- 대니 핀토로 - 태드 트렌턴 역
- 대니얼 휴 켈리 - 빅 트렌턴 역
- 크리스토퍼 스톤 - 스티브 켐프 역
- 에드 로터 - 조 캠버 역
- 밀스 왓슨 - 게리 퍼비어 역
- 제리 하딘 - 메이슨 역
- 프랭크 웰커 - 쿠조 역 (목소리 효과)

## 기타 제작진
- 협력 제작: 닐 A. 매클리스
- 배역: 주디스 홀스트라, 마샤 로스
- 미술: 가이 J. 콘트와
- 의상: 잭 뷸러

## 반응
원작 작가 스티븐 킹은 2009년 엔터테인먼트 위클리에서 자신을 절대로 실망시키지 않는 대여 영화 20편을 꼽으며 이 영화를 포함시켰다. 킹은 당시 주연 디 월리스가 아카데미 여우주연상 후보에 오르지 못했다는 사실에 여전히 분이 풀리지 않는다고 밝혔다.

## 같이 보기
- 마견 (1982)
- 맥스 3000 (1993)
- 브리드 (2006)